# 陳明仁 (台灣文學家)
陳明仁（1954年9月11日—），筆君陳懷沙、Babuja、Asia Jilimpo，彰化縣二林鎮人。台灣詩人、台語文運動者。中國文化大學哲學碩士。

## 生平
1985年開始以台語文寫作。1988年開始積極參與台灣的政治運動，曾協助海外黑名單人士不被國府逮捕。1990年加入笠詩社。1991年5月25日，陳明仁與林宗源、黃勁連、林央敏、李勤岸、黃恒秋、周鴻鳴、詹俊平、莊柏林組織蕃薯詩社，發行《蕃薯詩刊》；該社是台灣史上第一個台語詩社，其詩刊則是第一份專門以台語文創作的文學刊物。1992年加入台灣筆會，之後曾擔任筆會理事。1996年10月15日《台文Bong報》創刊，陳明仁除了擔任該報總編輯，也積極在其上發表文學作品。此外，陳明仁也曾擔任《台文通訊》台灣版主筆、台獨聯盟台灣本部中央委員會。

## 著作
著有《走找流浪e台灣》、《流浪記事》、《陳明仁台語歌詩》、《陳明仁台語文學選》等台語詩集。除了寫詩，陳明仁也使用台語文寫作短篇小說、散文與劇本，著有《A-Chhûn》、《Pha荒e故事》等作品集。其詩作〈燕仔湖夜釣〉、〈拍賣老台灣〉收錄在林央敏編的《台語詩一世紀》。

## 奖项
2006年獲得榮後台灣詩人獎 。

## 评价
台語文學研究者方耀乾認為，陳明仁「創作面向多樣、多元，幅度寬廣且深邃。主題主要是對台灣人的根和精神原鄉的追尋，並以諷刺的手法戳破政治的黑暗與虛偽。對台灣文藝復興與台灣文化主體性的關心，成為其一生追求的主要目標。是台語文的運動家和全才型作家。」。